# 胡璋 (成化舉人)
胡璋（15世紀—15世紀），字資禮，廣東廣州府增城縣龜峰舖人，明朝政治人物。

## 生平
胡璋是成化十年（1474年）甲午科廣東鄉試舉人，授甌寧知縣，在任九年崇尚風節，維持公道，當地習俗粗陋，親人死去採用火葬，生下女兒則投水溺死，他得知後感到悲傷，於是下令禁止，毀壞火葬祭壇，又秘密查探溺女者，鄰里不舉報就一同治罪，於是民風漸變，任滿後辭官回鄉，人民遮道挽留，去世後入祀當地名宦祠。

## 引用
1. 1 2  民國《增城縣志·卷十九·人物二》：胡璋，字資禮，龜峰舖人，中成化甲午舉人，為甌寧令，在任九年多善政，民俗窳陋，其親死不葬為壇焚之，育女者溺諸水，璋聞而傷悼，下令禁不能得，乃毀其壇，密偵溺女者，其隣不舉則併罪之，俗始為變，任滿上印緩歸，民乃思之不能忘，祀甌寧名宦。
2. ↑  康熙《甌寧縣志·卷五·秩官》：胡璋，字資禮，廣東增城人，舉人，尚風節，持公道，一切論報不阿上官意旨，期得情而已，去時民遮道，贈一錢不受。